# بردگوری مورز ۵
بردگوری مورز ۵ مربوط به دوره اشکانیان - دوره ساسانیان است و در شهرستان کوهرنگ، بخش بازفت، دهستان دوآب، جنوب روستای مورز واقع شده و این اثر در تاریخ ۱۲ شهریور ۱۳۸۶ با شمارهٔ ثبت ۱۹۴۸۰ به‌عنوان یکی از آثار ملی ایران به ثبت رسیده است.